# Dinastia júlio-claudiana
A dinastia júlio-claudiana foi a primeira dinastia de imperadores do Império Romano. O nome deriva do apelido de Augusto, pertencente à família Júlia, e de Tibério, e Cláudio de nascimento subsequentemente adotado. Os sucessores de Augusto são conhecidos como a dinastia júlio-claudiana (que inclui ele próprio), devido aos casamentos idealizados por ele entre a sua família, os Júlios, e os patrícios Cláudios. 
Nos primeiros anos do reinado de Tibério, não houve grandes mudanças políticas ou organizativas em relação aos princípios estabelecidos por Augusto. No entanto, com o passar do tempo, a instabilidade surgiu dentro da própria família imperial. Tibério tornou-se paranoico com possíveis conspirações e tentativas de golpe de estado, chegando, em 26 d.C., a retirar-se para a ilha de Capri de onde governou por procuração até ao fim da vida. Em consequência, mandou matar ou executar grande parte da sua família e senadores de destaque, provocando uma sensação de desconforto generalizada. 
O sucessor de Tibério, Calígula cresceu neste ambiente e mostrou-se um imperador igualmente instável. As perseguições tornaram-se norma e durante estes reinados muitas das famílias tradicionais romanas chegaram ao fim devido a assassinatos e execuções que se prolongaram pelos reinados de Cláudio e Nero. Em 68 d.C., a classe política tinha chegado ao limite de resistência a tanta insegurança política. Depois de alguns erros estratégicos graves e de ter arruinado as finanças do estado em aventuras como a construção do seu palácio dourado, Nero foi declarado um inimigo do estado e fora da lei. Fugiu de Roma acompanhado apenas pelo seu secretário e suicidou-se antes de ser apanhado pela guarda pretoriana que ia em seu encalço. Com a sua morte, desaparecia a dinastia júlio-claudiana e Roma acabaria por encontrar alguma estabilidade política, mas não imediatamente.
|  |  |  |  |  |

Do ponto de vista organizativo, pouco mudou em relação ao estabelecido por Augusto. Apenas Cláudio introduziu algumas reformas e procurou a prosperidade do império, talvez porque à data da sua ascensão ao trono era já um homem maduro. Cláudio foi ainda o responsável pela iniciativa da invasão romana das Ilhas Britânicas em 43 d.C., que se saldou pela adição de mais uma província ao império. 
Em 64 d.C., durante o reinado de Nero, Roma foi consumida por um violento incêndio (do qual o próprio imperador é muitas vezes erroneamente considerado culpado) e começaram as perseguições aos cristãos. Os júlio-claudianos foram eficazes em espalhar o culto imperial. Alguns deles, como Cláudio, foram deificados durante a sua vida e elevaram à dignidade divina muitos dos seus familiares (alguns subsequentemente assassinados).

## Imperadores júlio-claudianos
- Augusto (27 a.C. - 14 d.C.)
- Tibério (14 - 37)
- Calígula (37 - 41)
- Cláudio (41 - 54)
- Nero (54 - 68)